# Melchiorre Murenu
Melchiorre Murenu   (Macumère, 3 de març de 1803 - Macumère, 21 d'octubre de 1854) fou un escriptor sard. Pertanyia a una família de petits propietaris que fou reduïda a la misèria després de l'empresonament del seu pare, que potser va morir a la presó. Això el va fer pobre i analfabet, però era dotat d'una memòria prodigiosa i adoptà la cultura popular amb els discursos dels predicadors. Esdevingué força popular a Sardenya com a improvisador moralistra i irònic. Hom creu que va morir assassinat per algú a causa de la burla que va fer d'ell en alguns versos.

## Obres
- Sa giovana vana, capricciosa e libertina
- Sas immondizias de Bosa
- Su giudiziu universale
- Su campu fioridu